# Tron (film)
Tron este un film științifico-fantastic care a avut premiera la 9 iulie 1982, primul din franciza omonimă. Este scris și regizat de Steven Lisberger pentru Buena Vista Distribution. În rolurile principale joacă actorii Jeff Bridges în rolul titular, Bruce Boxleitner în dublu rol și David Warner ca principalul antagonist al filmului. La 17 decembrie 2010 a apărut o continuare, Tron: Legacy, în regia lui Joseph Kosinski.

## Prezentare
Un programator de calculatoare este transportat în interiorul unei realități virtuale unde interacționează cu diferite programe în încercarea sa de a ieși afară.

## Actori
| Actor                  | Personaj                                       |  |
| ---------------------- | ---------------------------------------------- |  |
| Jeff Bridges           | Kevin Flynn/Clu                                |  |
| Bruce Boxleitner       | Alan Bradley/Tron                              |  |
| David Warner           | Ed Dillinger/Sark/vocea Master Control Program |  |
| Cindy Morgan           | Lora/Yori                                      |  |
| Barnard Hughes         | Dr. Walter Gibbs/Dumont                        |  |
| Dan Shor               | Ram                                            |  |
| Peter Jurasik          | Crom                                           |  |
| Tony Stephano          | Peter/Locotenentul lui Sark                    |  |
| Craig Chudy            | luptător #1                                    |  |
| Vince Deadrick Jr.     | luptător #2                                    |  |
| Sam Schatz             | Expert luptători                               |  |
| Jackson Bostwick       | Șeful Gărzii                                   |  |
| David S. Cass Sr.      | Gardianul de la Fabrică                        |  |
| Gerald Berns           | Gardianul #1                                   |  |
| Bob Neill              | Gardianul #2                                   |  |
| Ted White              | Gardianul #3                                   |  |
| Mark Stewart           | Gardianul #4                                   |  |
| Michael Sax            | Gardianul #5                                   |  |
| Tony Brubaker          | Gardianul #6                                   |  |
| Charlie Picerni        | Comandantul tancului                           |  |
| Pierre Vuilleumier     | Trăgător din tanc #1                           |  |
| Erik Cord              | Trăgător din tanc #2                           |  |
| Loyd Catlett           | Deținutul #1/Video Game Cowboy                 |  |
| Michael Dudikoff       | Deținutul #2 (ca Michael Dudikoff II)          |  |
| Richard Bruce Friedman | jucător joc video                              |  |
| Rick Feck              | Băiatul de la sala arcade                      |  |
| John Kenworthy         | Băiatul de la sala arcade                      |  |